# Municipio de Liberty (condado de Sullivan)
El municipio de Liberty (en inglés: Liberty Township) es un municipio ubicado en el condado de Sullivan en el estado estadounidense de Misuri. En el año 2010 tenía una población de 210 habitantes y una densidad poblacional de 1,49 personas por km².

## Geografía
El municipio de Liberty se encuentra ubicado en las coordenadas 40°15′19″N 93°16′56″O / 40.25528, -93.28222. Según la Oficina del Censo de los Estados Unidos, el municipio tiene una superficie total de 141 km², de la cual 140,33 km² corresponden a tierra firme y (0,48 %) 0,67 km² es agua.

## Demografía
Según el censo de 2010, había 210 personas residiendo en el municipio de Liberty. La densidad de población era de 1,49 hab./km². De los 210 habitantes, el municipio de Liberty estaba compuesto por el 96,67 % blancos, el 1,43 % eran de otras razas y el 1,9 % eran de una mezcla de razas. Del total de la población el 5,71 % eran hispanos o latinos de cualquier raza.